# Hey Trouble
Hey Trouble, är det svenska indiepopbandet The Concretes tredje fullängdsalbum, det första albumet efter att gruppens sångerska Victoria Bergsman sommaren 2006 lämnade bandet. På Hey Trouble, som släpptes den 4 april 2007, är det istället trummisen Lisa Milberg som står för solosången.
Den 23 mars 2007 gjorde TV-programmet Musikbyrån ett uppmärksammat reportage där flera välkända artister, såsom Marit Bergman, Ed Harcourt, Brett Anderson och Romeo Stodart, hyllade albumet. Detta inslag hade dock spelats in långt före albumsläppet och artisterna hade inte hört någon låt från albumet. Alltihop var ett eget påhitt av Musikbyrån-redaktionen, inslaget sändes i samband med att programmet diskuterade klassiska album och det var tänkt att vinkla inslaget som om Hey Trouble sedan länge varit en klassiker.

## Låtlista
| 1.  | Hey Trouble                         | 1:27 |
| 2.  | A Whales Heart                      | 3:57 |
| 3.  | Kids                                | 3:45 |
| 4.  | Firewatch                           | 3:44 |
| 5.  | Didion                              | 4:49 |
| 6.  | Oh Boy                              | 2:44 |
| 7.  | Keep Yours                          | 2:34 |
| 8.  | If we're lucky we don't get on time | 3:17 |
| 9.  | Souvenirs                           | 3:23 |
| 10. | Are you Prepared                    | 3:06 |
| 11. | Oh No                               | 3:51 |
| 12. | Simple Song                         | 4:05 |